# Diaparsis caudata
Diaparsis caudata är en stekelart som beskrevs av Morley 1913. Diaparsis caudata ingår i släktet Diaparsis och familjen brokparasitsteklar. Inga underarter finns listade i Catalogue of Life.